# San Quintino (Pontormo)

San Quintino è un dipinto a olio su tavola (150x100 cm) di Pontormo, databile al 1517 è conservato nel Museo civico di Sansepolcro (AR).

## Storia
Gianmaria Pichi di Sansepolcro, allievo del Pontormo, ottenne dai Frati minori osservanti della sua città una commissione consistente nel dipingere un san Quintino su uno stendardo processionale, conservato nella chiesa di San Francesco. Giorgio Vasari ci informa che il Pontormo, volendo aiutare il suo discepolo, vi si prodigò così tanto che l'opera può ben dirsi di mano del maestro stesso. La cronologia si basa su raffronti stilistici, con lo sfondo simile a quello di Giuseppe in Egitto (1518 circa). 
Lo stendardo rimase proprietà dell'ordine fino alla soppressione avvenuta sul finire dell'Ottocento: in quel momento divenne proprietà civica.

## Descrizione

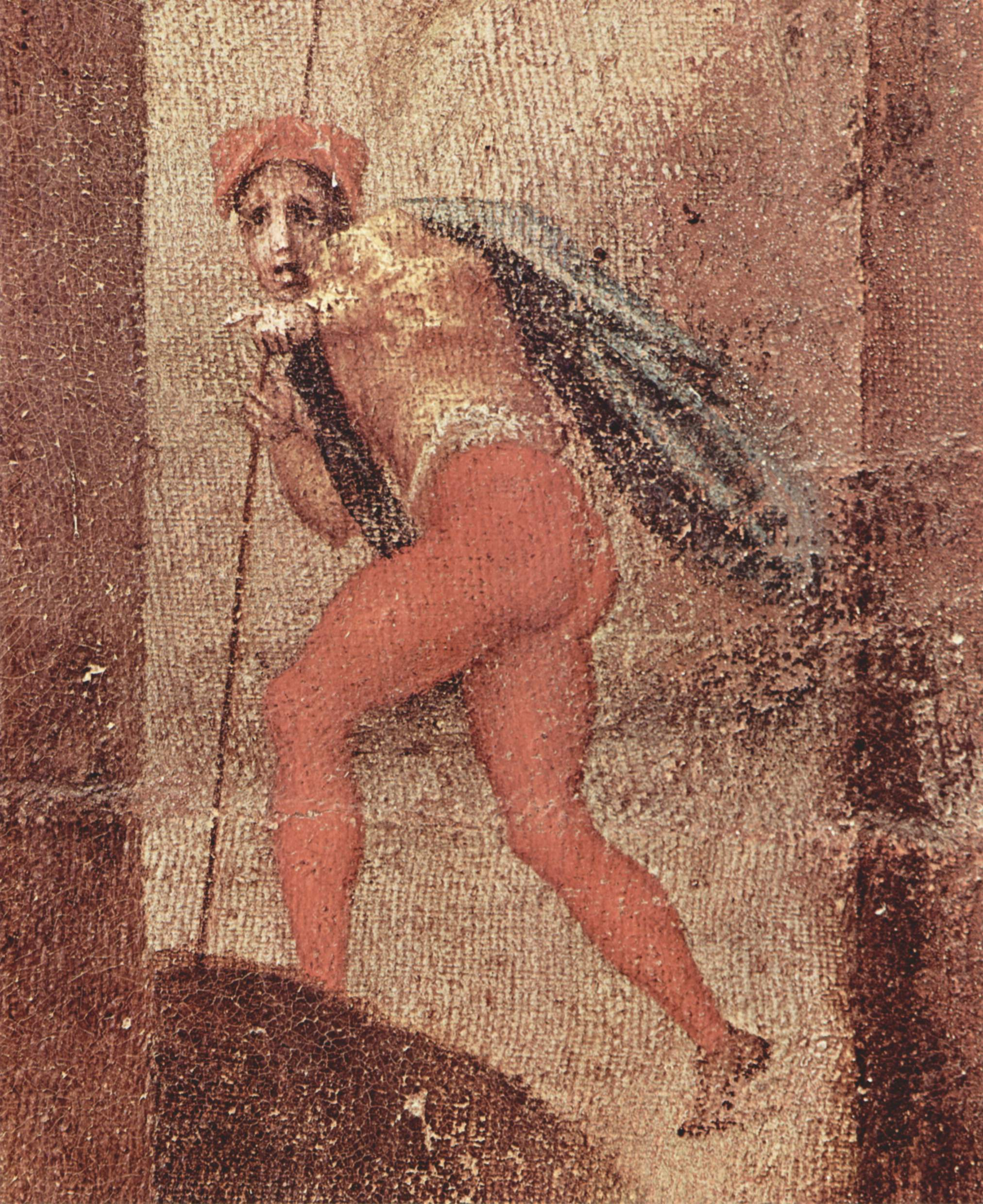
Dettaglio

La Legenda aurea di Iacopo da Varazze narra la vicenda di san Quintino, martirizzato al tempo dell'imperatore Massimiano (286-310): subì atroci torture, con chiodi infilati sotto le unghie delle dita e due speroni lo infilzarono dalle spalle fino all'altezza delle gambe. L'autore dello standardo aveva ben presente questa descrizione, avendola puntualmente riprodotta. Il santo è infatti riprodotto in primo piano a tutta figura, rivestito solo da un perizoma, con le braccia sollevate, incastrate in assi verticali che incorniciano la sua figura statuaria, così come avviene per le caviglie in basso. Sull'asse inferiore è riportato il nome del santo, in latino. 
Evidente è il contrasto tra gli atroci strumenti di tortura e la posa sinuosa in elegante contrapposto del santo, nonché rispetto al volto pateticamente languido, mollemente ruotato verso l'alto. Esplicito è anche il riferimento a modelli scultorei, quali il Bacco di Jacopo Sansovino (1515). 
Lo sfondo ha connotazioni nordiche, sia nella forma arcigna degli alberi, sia nella foggia delle vesti di alcuni personaggi come il viandante che scappa inorridito, omaggio alle incisioni nordiche che in quegli anni erano divenute popolari anche a Firenze. Il viandante e il vecchio ricurvo sul bastone a sinistra compaiono pressoché identici nello sfondo della tavola di Giuseppe venduto a Putifarre per la camera nuziale Borgherini.